# Труде Йохум-Байзер
Труде Йохум-Байзер  (нім. Trude Jochum-Beiser, 2 вересня 1927) — австрійська гірськолижниця, олімпійська чемпіонка.

## Виступи на Олімпіадах
| Олімпіада        | Дисципліна              | Місце |
| ---------------- | ----------------------- | ----- |
| Санкт-Моріц 1948 | швидкісний спуск        | 2     |
| Санкт-Моріц 1948 | гірськолижна комбінація | 1     |
| Осло 1952        | швидкісний спуск        | 1     |
| Осло 1952        | гігантський слалом      | 11T   |
| Осло 1952        | слалом                  | 8T    |

## Зовнішні посилання
- Досьє на sport.references.com

1. 1 2  Tchir P. List of the Oldest Living Olympians (aged 90+)
2. ↑  FemBio database